# Parietaria macrophylla
Parietaria macrophylla là loài thực vật có hoa trong họ Tầm ma. Loài này được B.L. Rob. & Greenm. mô tả khoa học đầu tiên năm 1895.